# Sportgemeinschaft 09 Wattenscheid 1998-1999
Questa voce raccoglie le informazioni riguardanti la Sportgemeinschaft 09 Wattenscheid nelle competizioni ufficiali della stagione 1998-1999.

## Stagione
Nella stagione 1998-1999 il Wattenscheid, allenato da Franz-Josef Tenhagen e Hans Bongartz, concluse il campionato di 2. Bundesliga al 17º posto e fu retrocessoo in Regionalliga. In Coppa di Germania il Wattenscheid fu eliminato al secondo turno dall'Arminia Bielefeld.

## Rosa
| N. |                     | Ruolo | Calciatore        |
| -- | ------------------- | ----- | ----------------- |
| 1  | Germania (bandiera) | P     | Peter Martin      |
| 2  | Germania (bandiera) | D     | Frank Bläker      |
| 3  | Germania (bandiera) | D     | Hilko Ristau      |
| 3  | Germania (bandiera) | D     | Stephan Urbainski |
| 4  | Germania (bandiera) | D     | Frank Schön       |
| 4  | Germania (bandiera) | D     | Andreas Teichmann |
| 5  | Germania (bandiera) | D     | Mirko Stark       |
| 6  | Germania (bandiera) | D     | Stefan Fengler    |
| 6  | Germania (bandiera) | C     | Markus Katriniok  |
| 7  | Germania (bandiera) | D     | Werner Kempkens   |
| 8  | Germania (bandiera) | A     | Sergio Allievi    |
| 9  | Ucraina (bandiera)  | A     | Sergej Dikhtiar   |
| 10 | Germania (bandiera) | C     | Thorsten Schmugge |
| 11 | Germania (bandiera) | A     | Marcus Feinbier   |
| 13 | Nigeria (bandiera)  | C     | Gabriel Melkam    |
| 14 | Ucraina (bandiera)  | C     | Sergej Korobka    |

| N. |                     | Ruolo | Calciatore             |
| -- | ------------------- | ----- | ---------------------- |
| 14 | Germania (bandiera) | C     | Dennis Lucke           |
| 15 | Germania (bandiera) | D     | Michael Stuckmann      |
| 16 | Germania (bandiera) | C     | Rainer Schümann        |
| 18 | Germania (bandiera) | A     | Stefan Kohn            |
| 19 | Bulgaria (bandiera) | A     | Ilian Simeonov         |
| 20 | Turchia (bandiera)  | C     | Çetin Aydin            |
| 21 | Germania (bandiera) | P     | Christoph Jacob        |
| 22 | Germania (bandiera) | D     | Olaf Skok              |
| 23 | Germania (bandiera) | C     | Maximilian Heidenreich |
| 24 | Germania (bandiera) | C     | Heiko Scholz           |
| 25 | Senegal (bandiera)  | A     | Souleyman Sané         |
| 26 | Italia (bandiera)   | A     | Mike Terranova         |
| 33 | Germania (bandiera) | D     | Arthur Matlik          |
|    | Germania (bandiera) | P     | Christian Maly         |
|    | Germania (bandiera) | D     | Martin Klinge          |

## Organigramma societario
Area tecnica
- Allenatore: Hans Bongartz
- Allenatore in seconda:
- Preparatore dei portieri:
- Preparatori atletici:

## Calciomercato

### Sessione estiva
| Acquisti | Acquisti               | Acquisti        | Acquisti |
| R.       | Nome                   | da              | Modalità |
| -------- | ---------------------- | --------------- | -------- |
| C        | Heiko Scholz           | Fortuna Colonia |          |
| C        | Maximilian Heidenreich | Wolfsburg       |          |
| C        | Gabriel Melkam         | Kwara Utd       |          |
| A        | Ilian Simeonov         | Levski Sofia    |          |

| Cessioni | Cessioni        | Cessioni            | Cessioni |
| R.       | Nome            | a                   | Modalità |
| -------- | --------------- | ------------------- | -------- |
| C        | Stefan Majek    | Straelen            |          |
| D        | Stefan Blank    | Hannover 96         |          |
| C        | André Gumprecht | Bayer Leverkusen II |          |
| C        | Emil Hamár      | Patro Eisden        |          |
| C        | Frank Süs       | Eintracht Treviri   |          |

### Sessione invernale
| Acquisti | Acquisti    | Acquisti | Acquisti |
| R.       | Nome        | da       | Modalità |
| -------- | ----------- | -------- | -------- |
| A        | Stefan Kohn | Nizza    |          |

| Cessioni | Cessioni | Cessioni | Cessioni |
| R.       | Nome     | a        | Modalità |
| -------- | -------- | -------- | -------- |

## Risultati

### 2. Bundesliga

#### Girone di andata
| Arbitro: | Kemmling |

|                        |           |  |
| Unsöld 49’ Zdrilić 74’ | Marcatori |  |

| Arbitro: | Gagelmann |

|              |           |                   |
| Feinbier 73’ | Marcatori | 35’ Grevelhörster |

| Arbitro: | Buchhart |

|             |           |  |
| Maxhuni 56’ | Marcatori |  |

| Arbitro: | Kircher |

|             |           |                 |
| Korobka 83’ | Marcatori | 37’ (aut.) Skok |

| Arbitro: | Schmidt |

|             |           |  |
| Adriano 79’ | Marcatori |  |

| Bochum 11 settembre 1998, ore 19:00 CEST 6ª giornata | Wattenscheid 09 | 0 – 0 referto | Fortuna Colonia | Lohrheidestadion (2 196 spett.)\| Arbitro: \| Perl \| |
| Arbitro:                                             | Perl            |               |                 |                                                       |

| Arbitro: | Lange |

|                   |           |             |
| Dobrovol'skij 54’ | Marcatori | 32’ Korobka |

| Arbitro: | Haupt |

|                        |           |                 |
| Ristau 36’ Allievi 87’ | Marcatori | 71’ Radschuweit |

| Arbitro: | Weber |

|  |           |                        |
|  | Marcatori | 5’ Dikhtiar 90’ Melkam |

| Arbitro: | Hilmes |

|  |           |            |
|  | Marcatori | 42’ Aračić |

| Arbitro: | Wendorf |

|                            |           |                     |
| Ristau 63’ (aut.) Klee 69’ | Marcatori | 78’ (rig.) Feinbier |

| Arbitro: | Berg |

|             |           |             |
| Allievi 30’ | Marcatori | 48’ Stendel |

| Bochum 6 novembre 1998, ore 19:00 CET 13ª giornata | Wattenscheid 09 | 0 – 0 referto | Karlsruhe | Lohrheidestadion (2 086 spett.)\| Arbitro: \| Anklam \| |
| Arbitro:                                           | Anklam          |               |           |                                                         |

| Arbitro: | Sippel |

|               |           |  |
| Sternkopf 76’ | Marcatori |  |

| Arbitro: | Zerr |

|           |           |             |
| Stark 70’ | Marcatori | 54’ Bulajič |

| Arbitro: | Wezel |

|             |           |  |
| Rraklli 82’ | Marcatori |  |

| Arbitro: | Kammerer |

|  |           |                                   |
|  | Marcatori | 10’ Kobylański 18’ Kreuz 21’ Addo |

#### Girone di ritorno
| Arbitro: | Aust |

|  |           |                                  |
|  | Marcatori | 22’ Zdrilić 37’ Trkulja 84’ Góra |

| Arbitro: | Stark |

|                      |           |  |
| Demandt 34’ Hock 77’ | Marcatori |  |

| Arbitro: | Fleischer |

|                                         |           |                              |
| Dikhtiar 12’ Sané 31’, 55’ Feinbier 47’ | Marcatori | 19’ Stevanović 27’ Puschmann |

| Arbitro: | Wezel |

|                               |           |  |
| Heidrich 38’ (rig.) Jović 66’ | Marcatori |  |

| Arbitro: | Wagner |

|                       |           |                                       |
| Skok 43’ Simeonov 66’ | Marcatori | 32’, 78’ Weber 44’ Hopp 90’ Gaißmayer |

| Arbitro: | Wack |

|              |           |                               |
| Vardanyan 9’ | Marcatori | 22’ Feinbier 73’ (rig.) Stark |

| Arbitro: | Ortola-Knopp |

|                           |           |  |
| Feinbier 42’ Simeonov 80’ | Marcatori |  |

| Krefeld 9 aprile 1999, ore 19:00 CEST 25ª giornata | Uerdingen 05 | 0 – 0 referto | Wattenscheid 09 | Grotenburg Stadion (5 087 spett.)\| Arbitro: \| Schütz \| |
| Arbitro:                                           | Schütz       |               |                 |                                                           |

| Arbitro: | Schößling |

|                    |           |  |
| Stark 53’ Sané 90’ | Marcatori |  |

| Arbitro: | Gagelmann |

|            |           |  |
| Tredup 39’ | Marcatori |  |

| Arbitro: | Hauer |

|              |           |          |
| Feinbier 70’ | Marcatori | 55’ Klee |

| Arbitro: | Weiner |

|                           |           |             |
| Weidemann 45’ Bozinov 57’ | Marcatori | 6’ Feinbier |

| Arbitro: | Schößling |

|                       |           |              |
| Krieg 39’, 65’ (rig.) | Marcatori | 77’ Dikhtiar |

| Arbitro: | Ortola-Knopp |

|  |           |                      |
|  | Marcatori | 8’ Peeters 85’ Reina |

| Arbitro: | Meyer |

|                       |           |                  |
| Springer 8’ Azizi 55’ | Marcatori | 86’ (rig.) Stark |

| Arbitro: | Wendorf |

|                                                          |           |                                     |
| Katriniok 19’ Bergen 39’ (aut.) Dikhtiar 59’, 77’ (rig.) | Marcatori | 42’ (rig.) Oberleitner 72’ Ahanfouf |

| Arbitro: | Haupt |

|                                |           |              |
| Reinhardt 56’ Kreuz 62’ (rig.) | Marcatori | 79’ Simeonov |

### Coppa di Germania
| Arbitro: | Schütz |

|  |           |             |
|  | Marcatori | 73’ Allievi |

| Arbitro: | Weber |

|                          |           |              |
| Labbadia 70’ Bagheri 79’ | Marcatori | 66’ Feinbier |

## Statistiche

### Statistiche di squadra
| Competizione      | Punti | In casa | In casa | In casa | In casa | In casa | In casa | In trasferta | In trasferta | In trasferta | In trasferta | In trasferta | In trasferta | Totale | Totale | Totale | Totale | Totale | Totale | DR  |
| Competizione      | Punti | G       | V       | N       | P       | Gf      | Gs      | G            | V            | N            | P            | Gf           | Gs           | G      | V      | N      | P      | Gf     | Gs     | DR  |
| ----------------- | ----- | ------- | ------- | ------- | ------- | ------- | ------- | ------------ | ------------ | ------------ | ------------ | ------------ | ------------ | ------ | ------ | ------ | ------ | ------ | ------ | --- |
| 2. Bundesliga     | 30    | 17      | 5       | 7       | 5       | 21      | 23      | 17           | 2            | 2            | 13           | 10           | 23           | 34     | 7      | 9      | 18     | 31     | 46     | -15 |
| Coppa di Germania | -     | 0       | 0       | 0       | 0       | 0       | 0       | 2            | 1            | 0            | 1            | 2            | 2            | 2      | 1      | 0      | 1      | 2      | 2      | 0   |
| Totale            | 30    | 17      | 5       | 7       | 5       | 21      | 23      | 19           | 3            | 2            | 14           | 12           | 25           | 36     | 8      | 9      | 19     | 33     | 48     | -15 |

### Andamento in campionato
| Giornata  | 1  | 2  | 3  | 4  | 5  | 6  | 7  | 8  | 9  | 10 | 11 | 12 | 13 | 14 | 15 | 16 | 17 | 18 | 19 | 20 | 21 | 22 | 23 | 24 | 25 | 26 | 27 | 28 | 29 | 30 | 31 | 32 | 33 | 34 |
| --------- | -- | -- | -- | -- | -- | -- | -- | -- | -- | -- | -- | -- | -- | -- | -- | -- | -- | -- | -- | -- | -- | -- | -- | -- | -- | -- | -- | -- | -- | -- | -- | -- | -- | -- |
| Luogo     | T  | C  | T  | C  | T  | C  | T  | C  | T  | C  | T  | C  | C  | T  | C  | T  | C  | C  | T  | C  | T  | C  | T  | C  | T  | C  | T  | C  | T  | T  | C  | T  | C  | T  |
| Risultato | P  | N  | P  | N  | P  | N  | N  | V  | V  | P  | P  | N  | N  | P  | N  | P  | P  | P  | P  | V  | P  | P  | V  | V  | N  | V  | P  | N  | P  | P  | P  | P  | V  | P  |
| Posizione | 15 | 15 | 16 | 16 | 18 | 18 | 18 | 14 | 12 | 13 | 14 | 14 | 14 | 16 | 15 | 16 | 16 | 17 | 18 | 17 | 18 | 18 | 18 | 15 | 16 | 14 | 16 | 16 | 16 | 16 | 17 | 17 | 17 | 17 |

Legenda:

Luogo: C = Casa; T = Trasferta. Risultato: V = Vittoria; N = Pareggio; P = Sconfitta.

### Statistiche dei giocatori
| Giocatore      | 2. Bundesliga | 2. Bundesliga | 2. Bundesliga | 2. Bundesliga | Coppa di Germania | Coppa di Germania | Coppa di Germania | Coppa di Germania | Totale   | Totale | Totale      | Totale     |
| Giocatore      | Presenze      | Reti          | Ammonizioni   | Espulsioni    | Presenze          | Reti              | Ammonizioni       | Espulsioni        | Presenze | Reti   | Ammonizioni | Espulsioni |
| -------------- | ------------- | ------------- | ------------- | ------------- | ----------------- | ----------------- | ----------------- | ----------------- | -------- | ------ | ----------- | ---------- |
| S. Allievi     | 17            | 2             | 3             | 0             | 1                 | 1                 | 0                 | 0                 | 18       | 3      | 3           | 0          |
| Ç. Aydin       | 3             | 0             | 0             | 1             | 0                 | 0                 | 0                 | 0                 | 3        | 0      | 0           | 1          |
| F. Bläker      | 9             | 0             | 0             | 0             | 2                 | 0                 | 0                 | 0                 | 11       | 0      | 0           | 0          |
| S. Dikhtiar    | 32            | 5             | 5             | 0             | 1                 | 0                 | 0                 | 0                 | 33       | 5      | 5           | 0          |
| M. Feinbier    | 31            | 7             | 7             | 1             | 2                 | 1                 | 1                 | 0                 | 33       | 8      | 8           | 1          |
| S. Fengler     | 24            | 0             | 4             | 0             | 2                 | 0                 | 0                 | 0                 | 26       | 0      | 4           | 0          |
| M. Heidenreich | 0             | 0             | 0             | 0             | 0                 | 0                 | 0                 | 0                 | 0        | 0      | 0           | 0          |
| C. Jacob       | 1             | 0             | 0             | 0             | 0                 | 0                 | 0                 | 0                 | 1        | 0      | 0           | 0          |
| M. Katriniok   | 13            | 1             | 1             | 0             | 0                 | 0                 | 0                 | 0                 | 13       | 1      | 1           | 0          |
| W. Kempkens    | 29            | 0             | 8             | 0             | 2                 | 0                 | 0                 | 0                 | 31       | 0      | 8           | 0          |
| M. Klinge      | 0             | 0             | 0             | 0             | 0                 | 0                 | 0                 | 0                 | 0        | 0      | 0           | 0          |
| S. Kohn        | 3             | 0             | 0             | 0             | 0                 | 0                 | 0                 | 0                 | 3        | 0      | 0           | 0          |
| S. Korobka     | 20            | 2             | 1             | 0             | 2                 | 0                 | 2                 | 0                 | 22       | 2      | 3           | 0          |
| D. Lucke       | 0             | 0             | 0             | 0             | 0                 | 0                 | 0                 | 0                 | 0        | 0      | 0           | 0          |
| C. Maly        | 0             | 0             | 0             | 0             | 0                 | 0                 | 0                 | 0                 | 0        | 0      | 0           | 0          |
| P. Martin      | 34            | 0             | 4             | 0             | 2                 | 0                 | 0                 | 0                 | 36       | 0      | 4           | 0          |
| A. Matlik      | 0             | 0             | 0             | 0             | 0                 | 0                 | 0                 | 0                 | 0        | 0      | 0           | 0          |
| G. Melkam      | 23            | 1             | 5             | 0             | 1                 | 0                 | 0                 | 0                 | 24       | 1      | 5           | 0          |
| H. Ristau      | 31            | 1             | 4             | 0             | 2                 | 0                 | 0                 | 0                 | 33       | 1      | 4           | 0          |
| S. Sané        | 21            | 3             | 5             | 0             | 1                 | 0                 | 0                 | 0                 | 22       | 3      | 5           | 0          |
| T. Schmugge    | 21            | 0             | 6             | 0             | 1                 | 0                 | 0                 | 0                 | 22       | 0      | 6           | 0          |
| H. Scholz      | 9             | 0             | 4             | 0             | 0                 | 0                 | 0                 | 0                 | 9        | 0      | 4           | 0          |
| F. Schön       | 18            | 0             | 5             | 0             | 2                 | 0                 | 1                 | 0                 | 20       | 0      | 6           | 0          |
| R. Schümann    | 3             | 0             | 0             | 0             | 0                 | 0                 | 0                 | 0                 | 3        | 0      | 0           | 0          |
| I. Simeonov    | 23            | 3             | 1             | 0             | 0                 | 0                 | 0                 | 0                 | 23       | 3      | 1           | 0          |
| O. Skok        | 21            | 1             | 2             | 1             | 2                 | 0                 | 1                 | 0                 | 23       | 1      | 3           | 1          |
| M. Stark       | 30            | 4             | 7             | 0             | 1                 | 0                 | 0                 | 0                 | 31       | 4      | 7           | 0          |
| M. Stuckmann   | 4             | 0             | 0             | 0             | 0                 | 0                 | 0                 | 0                 | 4        | 0      | 0           | 0          |
| A. Teichmann   | 24            | 0             | 4             | 0             | 2                 | 0                 | 1                 | 0                 | 26       | 0      | 5           | 0          |
| M. Terranova   | 14            | 0             | 2             | 0             | 1                 | 0                 | 0                 | 0                 | 15       | 0      | 2           | 0          |
| S. Urbainski   | 0             | 0             | 0             | 0             | 0                 | 0                 | 0                 | 0                 | 0        | 0      | 0           | 0          |